# Ottenbach, Göppingen
Ottenbach là một thị trấn thuộc huyện Göppingen ở Baden-Württemberg ở miền nam Đức. Đô thị này có diện tích 11,9 km², dân số thời điểm 31 tháng 12 năm 2020 là 2461 người.